# 阿月浑子
開心果，又稱胡榛子，是漆树科黄连木属的植物，其果實常稱開心果，是一种常见乾果。开心果营养丰富，味道可口，是很受欢迎的零食。最早的汉语商品名是開口笑，形容其硬殼裂開如笑容之狀，但迅速被更口語化的开心果取代。富含維生素A、維生素E。

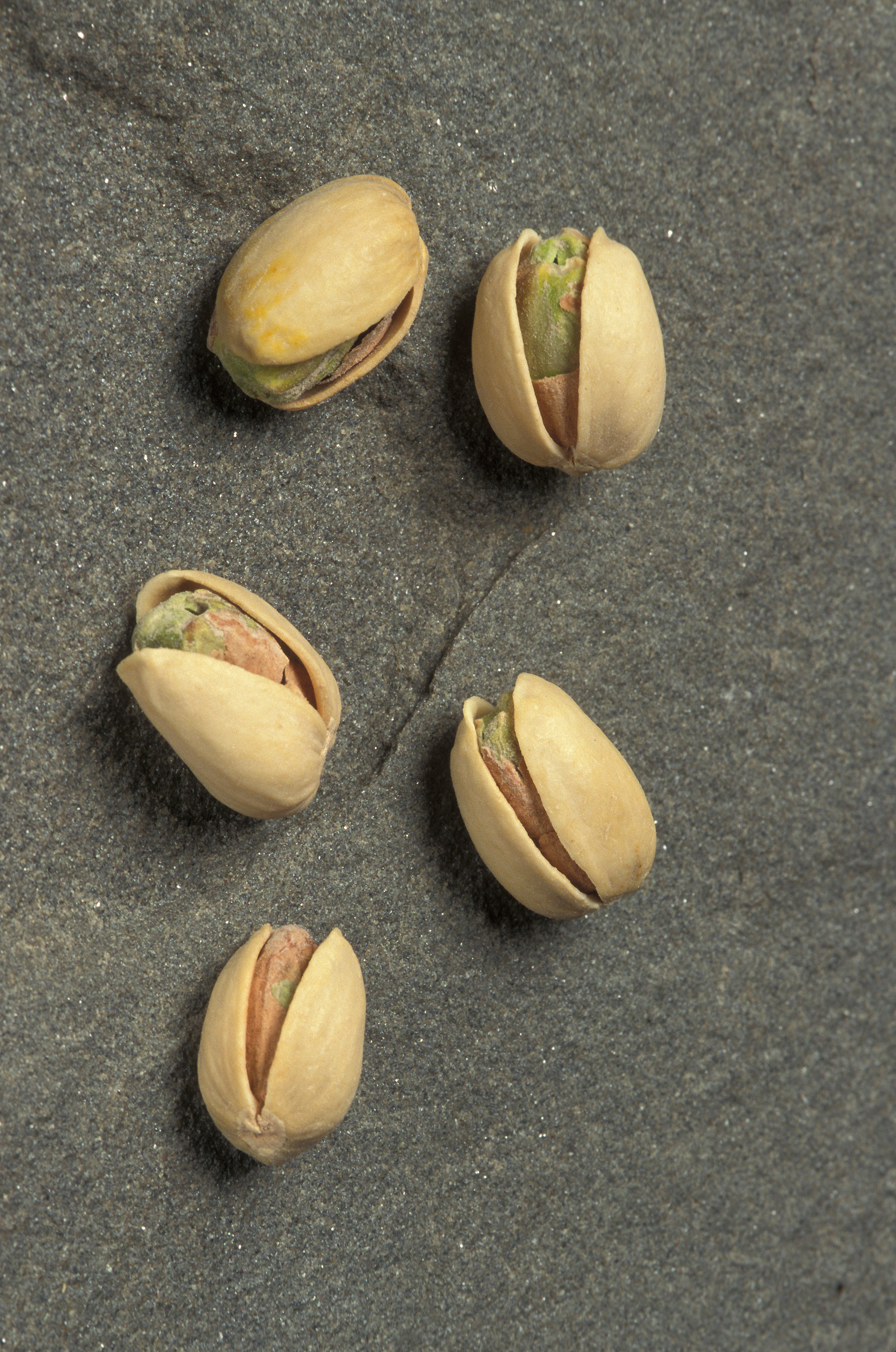
开心果

## 形态
落叶小乔木。奇数羽状复叶互生，全缘革质卵形小叶。春季开褐绿色花，雌雄异株，腋生总状或圆锥花序。夏秋果熟，卵形或长椭圆形核果，淡黄色或淡红色，有皱纹。淡绿色或乳黄色种子。

## 历史
现今的阿月浑子最早在中亚被培育。在其栽培技术从伊朗中部流传至地中海地区之前已长期作为一种重要作物。早在公元前4世纪到前3世纪，泰奥弗拉斯托斯就已经在其著作《植物志》中描述了中亚地区的开心果。
近年来有更多的阿月浑子在世界被商业化栽培，比如澳大利亚，新墨西哥和加利福尼亚。美国农业部的大卫·费尔乔德在1904年将開心果引入加利福尼亚，但直到1929年才作为经济作物推广。

## 分布
原产於伊朗，并分布在中西亚地区的伊朗、伊拉克、俄罗斯高加索地区、叙利亚以及中国新疆等地。美国加利福尼亚自1930年代起将其视为经济作物，自中国引进品种并开始推广栽培。
| 主要国家                   | 产量 （吨） |
| -------------------------- | ----------- |
| 伊朗                       | 551,307     |
| 美国                       | 447,700     |
| 土耳其                     | 240,000     |
| 中國                       | 74,828      |
| 叙利亚                     | 43,299      |
| 世界                       | 1,390,269   |
| 数据：联合国粮食及农业组织 |             |